# 山田為暄
山田 為暄（やまだ ためのぶ / ためはる / いけん、1842年12月12日（天保13年11月11日） - 1911年5月12日）は、日本の内務官僚、政治家。県知事、警視総監、貴族院議員。旧姓・園田。墓所は永平寺東京別院長谷寺。

## 経歴
薩摩藩士・園田八右衛門の四男として生まれる。後、薩摩藩士、山田壮右衛門為正の養嗣子となる。
1874年、台湾蕃地事務都督府徴集兵第三小隊長に就任。1876年、兵庫県四等警部に任官。以後、同一等警部、兵庫県警部長を歴任。1884年11月、高知県少書記官に転じ、同書記官、同第一部長を務める。
1892年7月、福岡県知事に就任。1893年5月、大分県知事に転任。日清戦争の体勢整備、農水産業の振興を図った。1896年9月、警視総監に就任し、1898年1月まで在任。1904年8月22日、貴族院勅選議員に任じられ、死去するまで在任。
その他、監獄建築委員長、文官普通試験委員長を歴任した。

## 栄典
位階
- 1884年（明治17年）12月9日 - 正七位[5]
- 1891年（明治24年）12月22日 - 正六位[6]
- 1892年（明治25年）9月26日 - 正五位[7]
- 1897年（明治30年）11月20日 - 従四位[8]
- 1898年（明治31年）9月20日 - 正四位[9]
- 1911年（明治44年）5月12日 - 従三位[10]

勲章
- 1892年（明治25年）6月29日 - 勲六等瑞宝章[11]
- 1893年（明治26年）6月29日 - 勲五等瑞宝章[12]
- 1894年（明治27年）12月26日 - 勲四等瑞宝章[13]
- 1906年（明治39年）4月1日 - 勲三等瑞宝章[14]
- 1911年（明治44年）5月12日 - 旭日中綬章[15]